# منتخب موناكو لكأس ديفيز
منتخب موناكو لكأس ديفيز هو ممثل موناكو الرسمي في كرة المضرب في كأس ديفيز.